# مقیم و مسافر

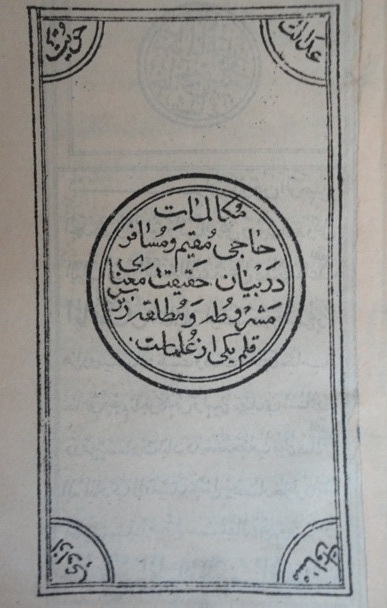
چاپ سنگی رساله مقیم و مسافر

مقیم و مسافر رساله‌ای سیاسی از نورالله نجفی اصفهانی است. تاریخ اتمام کتابت رساله، رجب سال ۱۳۲۷ ه‍.ق است که در اصفهان منتشر شده‌است. این رساله در سال‌های فترت میان مشروطیت اول و مشروطیت دوم نگاشته شده‌است. نویسنده در این رساله، روایتی اسلامی از نظام سیاسی مشروطیت ارائه می‌دهد. رساله مکالمات مقیم و مسافر که در ماجرای مشروطیت به نگارش درآمد جایگاه ممتازی در رساله‌های سیاسی آن روزگار کسب کرد و با اندیشه «دولت قدر مقدور» به تبیین فقهی-سیاسی مشروطیت پرداخت. بر اساس اصل قدر مقدور اثبات می‌شود که در قیاس با حکومت پادشاهی، مظالم دولت مشروطه کمتر و تا حد زیادی قابل کنترل است؛ و البته درعین‌حال معتقد است اگر مشروطه به استبداد جمعی منجر شود، ظلمی فراوان پدید می‌آید که اصلاح آن به‌راحتی مقدور نیست.
در اولین صفحه کتاب در چهار گوشه صفحه، کلمات عدالت، حُریت، مساوات و آزادی نقش بسته شده‌است.

## موضوع
مضمون این کتاب بر دفاع فکری از نوعی قرائت شرعی از مشروطیت بوده و نویسنده درصدد پاسخ گویی به سوالات نظام پارلمانی و مشروطه برآمده است. این کتاب طرحی نظریه پردازانه در قالب مباحثه و گفتگو است که طی آن عالم مشروطه خواه با عالم مشروعه خواه به گفتگو می‌پردازد و در نهایت عالم مشروطه خواه به اشکالات عالم مشروعه خواه، جواب داده و او نیز به وجوب مشروطه حکم می‌کند. این کتاب به عنوان سرفصل مردم سالاری دینی محسوب می‌شود. نورالله نجفی اصفهانی در این رساله درصدد پاسخگویی به پرسش‌های مخالفین مشروطه است که از موضع استبدادی یا از موضع مذهبی به مخالفت با مشروطیت می‌پرداختند یا با حرکات مشروطه خواهان افراطی مخالفت می‌کردند.
هم‌زمان با تألیف این کتاب میرزای نائینی مشهورترین اثر دینی خود، رساله تنبیه‌الامه و تنزیه‌المله را در دفاع از مشروطه نوشت.

## سبک نوشتاری
سبک کتاب که مبتنی بر گفتگو است، در قالب پرسش و پاسخ تهیه شده و از این لحاظ در نوع خود تازه‌است و حکایت از ذوق لطیف نویسنده دارد که مجتهدی اصولی و عالمی آشنا با زمانه‌است. در این رساله، «حاج آقا نورالله» به عنوان «مسافر» که نماد یک مشروطه خواه دینی است با «حاجی مقیم» که نماینده چهره‌های دینداری است که بر اثر اقدامات ضد دینی برخی مشروطه خواهان نسبت به مشروطیت بدبین شده بودند، با حضور ناظری به نام «میرزا هدایت الله» به گفتگویی خیالی دربارهٔ حکومت و نظام مشروطیت می‌نشیند.
در پایان رساله مذکور می‌خوانیم:
 «تمام شد جلد اول کتاب بالخیر و السعادة».
 این عبارت نشان دهنده این است که مجلدات دیگری نیز یا نگاشته یا قصد نگارش آن را داشته؛ اما تاکنون اثری از مجلدات دیگر یافت نشده‌است.
منبع اصلی اندیشه سیاسی حاج آقا نورالله، رساله مکالمات مقیم و مسافر است.
رساله مقیم و مسافر مستندترین متنی است که می‌تواند اندیشه سیاسی حوزه علمیه اصفهان را در عصر مشروطه به صورت مکتوب به تصویر بکشد.
این رساله همانند رساله فلسفی-فقهی تنبیه‌الامه و تنزیه‌المله که آن نیز در تبیین مشروطه اسلامی و حکومت از دیدگاه اسلام نوشته شده بود در سالهای فترت بین مشروطیت اول و مشروطیت دوم نگاشته شده‌است. نویسنده رساله همانند مرحوم نائینی در تنبیه الامه و تنزیه‌المله اما به زبانی ساده، روایتی اسلامی از نظام سیاسی مشروطیت ارائه می‌کند.

## اصل مستندسازی
از نکاتی که مؤلف در این رساله از آن بهره جسته، اصل مستندسازی و ذکر شواهد متعدد در مباحث گوناگون است؛ به گونه‌ای که این اصل به غنای متن افزوده، خواننده را به این مطلب آگاه می‌کند که نویسنده رساله به خلاف مدعیان اصلاحات و مشروطه، خود مصلح، آشنا به مسائل و در مصدر امور است؛ برای مثال، در بیان تأکید مشروطه از ناحیه مراجع تقلید حوزه نجف اشرف، احکام هر یک از آن‌ها را دربارهٔ آن ذکر می‌کند یا در بیان اختلاف بین مشروطه خواهان و مستبدان کوشیده‌است در هر مورد، نمونه‌ای از وضعیت استبدادی حاکم بر جامعه ایرانی را ذکر کند.

## گذر از روبنا به تحلیل مبانی و پیش فرض‌ها
مؤلف در این نوشتار، دامنه استدلال‌ها و مطالب خود را به مباحث روبنایی محدود نکرده؛ بلکه با گسترش آن به تحلیل زیرساختی و پیش فرض‌های نظری، مباحث خود را تکمیل می‌کند.
«مقیم» هنگامی که شبهه جدیدالتاسیس بودن مشروطه را از طرف برخی از افراد با این عنوان که «مشروطه خواهی مطلب جدیدی است و در اسلام سابقه‌ای نداشته‌است،» می‌کند، بحث را از نقد «اندیشه سیاسی» فراتر برده، تحلیل «فلسفه سیاسی» را مورد توجه قرار می‌دهد تا در این رویکرد، نشان دهد، مشروطه خواهی نه تنها ابداع اروپائیان نبوده؛ بلکه در اسلام و مبانی دینی ریشه داشته؛ به همین سبب،
 «مشروطه عین اسلام و اسلام همان مشروطه‌است و مشروطه خواهی، اسلام خواهی است»
بر این اساس، در این رساله تا حدودی پیش فرض‌های نظری مباحث نیز نقادی و پردازش شده‌است.